# Michael Echanis
Michael D. Echanis (16 de noviembre de 1950 – 8 de septiembre de 1978) fue un soldado de las Fuerzas Especiales del Ejército de Estados Unidos y del 75.º Regimiento Ranger, además trabajó para la Agencia Central de Inteligencia como contratista en sus últimos años. Murió en un accidente en un aviòn monomotor Aerocommander, en Nicaragua en 1978, mientras trabajaba para la CIA, junto con su compañero Charles Sanders, el General G.N. Iván Alegrett y varios miembros de la Guardia Nacional de Nicaragua. Al parecer, alguien había colocado una bomba en el aviòn.
Echanis nació en Ontario (Oregón), Estados Unidos, y su familia era de origen vasco. Se alistó en el Ejército de los Estados Unidos en 1969 y recibió el Corazón Púrpura y la Estrella de Bronce por su servicio en una LRRP en la Guerra de Vietnam. Alcanzó el rango de especialista 4 (SP4).
Echanis era conocido por su labor como instructor de combate cuerpo a cuerpo de las Fuerzas Especiales, los SEALs y otros grupos militares. Era cinturón negro en Hwa rang do y escribió tres manuales sobre el combate cuerpo a cuerpo basándose en este arte marcial.. Anteriormente había estudiado Judo y Taekwondo. Trabajó como Editor de Artes Marciales de la revista Soldier of Fortune entre 1974 y 1976.  
Echanis fue enterrado en St. Johns Catholic Cemetery, también conocido como Sunset Cemetery, en Ontario.